# Манифест футуризма
Манифест футуризма (итал. Manifesto del futurismo) или Футуристички манифест је текст који је у фебруару 1909. године објавио Филипо Маринети у француским новинама Le Figaro. Њиме је покренут нови књижевни покрет под називом футуризам. Маринети се заложио да италијанска књижевност одбаци прошлост, односно да у потпуности прихвати будућност коју представља модерна технологија, односно револуционарно одбацивање традиције и институција.
Манифест је такође славио рат као “нужно средство за прочишћавање људског духа” и предвидео насилне догађаје у блиској будућности.
Савремени историчари овај Манифест сматрају једним од извора касније идеологије фашизма у Италији.